# Макдональд, Джеймс Гектор
Джеймс Гектор Макдональд (англ. James Hector MacDonald; 28 апреля 1925, Whycocomagh, Новая Шотландия, Канада — 30 мая 2025, Сент-Катаринс, Ниагара, Онтарио, Канада) — одиннадцатый епископ Шарлоттауна с 12 августа 1982 года по 2 февраля 1991 года и пятый архиепископ Сент-Джонса с 2 февраля 1991 года по 4 декабря 2000 года. Член монашеской конгрегации Святого Креста.

## Биография
Родился в 1925 году в селении Whycocomagh, провинция Новая Шотландия. После получения среднего образования в Колледже Святого Иосифа в Мемрамкуке вступил в монашескую конгрегацию Святого Креста. Изучал философию и теологию в семинарии Святого Креста в Сент-Женевьеве, Квебек. 23 июня 1953 года рукоположён в священники. Занимал различные должности в монашеской конгрегации. Преподавал в средней школе Университета Святого Иосифа в Нью-Брансуике, был настоятелем монашеской общины в Фредериктоне. В течение восьми лет служил священником в приходе Святого Михаила в Ватерлоо, Онтарио.
9 февраля 1978 года Римский папа Павел VI назначил его вспомогательным епископом епархии Гамильтона и титулярным епископом Гиббы. 17 апреля 1978 года состоялось его рукоположение в епископы, которое совершил епископ Гамильтона Джозеф Нил Макнил в сослужении с архиепископом Галифакса Джеймсом Мартином Хейзом и титулярным епископом Альтавы Альфредом Бертрамом Леверманом.
12 августа 1982 года римский папа Иоанн Павел II назначил его епископом Шарлоттауна и 2 февраля 1991 года — архиепископом Галифакса.
4 декабря 2000 года подал в отставку.
Умер в больнице Hotel Dieu Shaver в Сент-Катаринсе, Онтарио, 30 мая 2025 года на 101-м году жизни.